# سوق حلة (السوم)

تعديل مصدري - تعديل

سوق حلة هي إحدى قرى عزلة السوم بمديرية السوم التابعة لمحافظة حضرموت، بلغ تعداد سكانها 250 نسمة حسب تعداد اليمن لعام 2004.